# Rood vetkruid
Rood vetkruid (Sedum rubens) is een succulente, eenjarige plant uit de vetplantenfamilie (Crassulaceae).  De soort komt van nature voor in Midden- en Zuid-Europa en is inheems in Wallonië. Het aantal chromosomen is 2n = 10, 16, 20, 42, 60, 80 of 94.
De roodachtige plant wordt 5-15 cm hoog en heeft al dan niet vertakte stengels, die bovenaan behaard en vaak iets kleverig zijn door de aanwezige klierharen. Het 10-20 mm lange, zittende blad is blauwgroen, meestal halfrond en aan de bovenkant vlak of in het midden iets verdiept.
Rood vetkruid bloeit vanaf mei tot in juli met witte tot roze, 9-11 mm grote bloemen. De bloeiwijze is een gevorkt bijscherm. De vijf kroonbladen zijn rood gekield, hebben een spitse top en zijn drie keer zo lang als de kelkbladen. De vijf, ovaal-driehoekige kelkbladen zijn groen. De bloem heeft vijf meeldraden.
De vrucht is een behaarde doosvrucht.

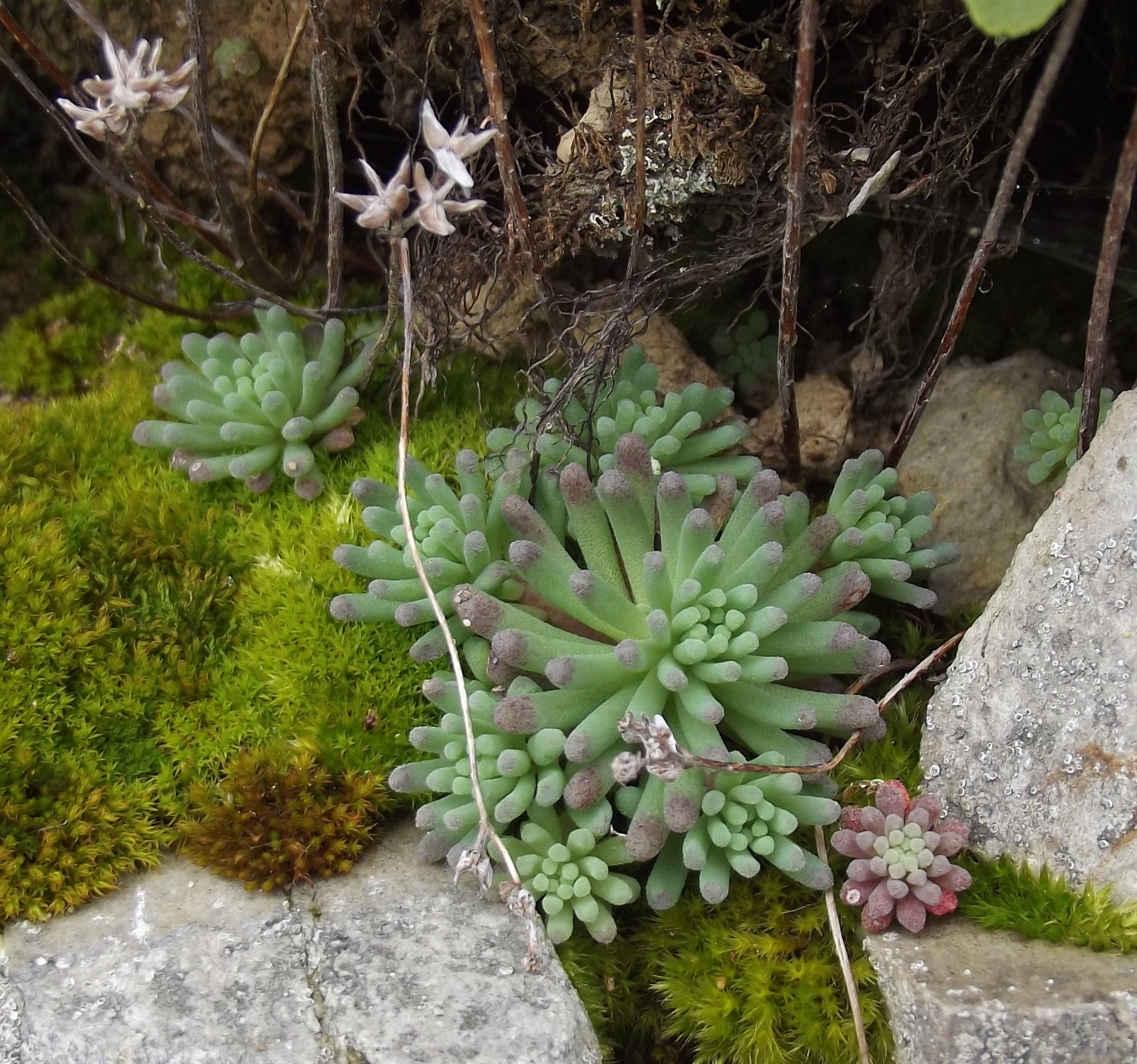
Plant
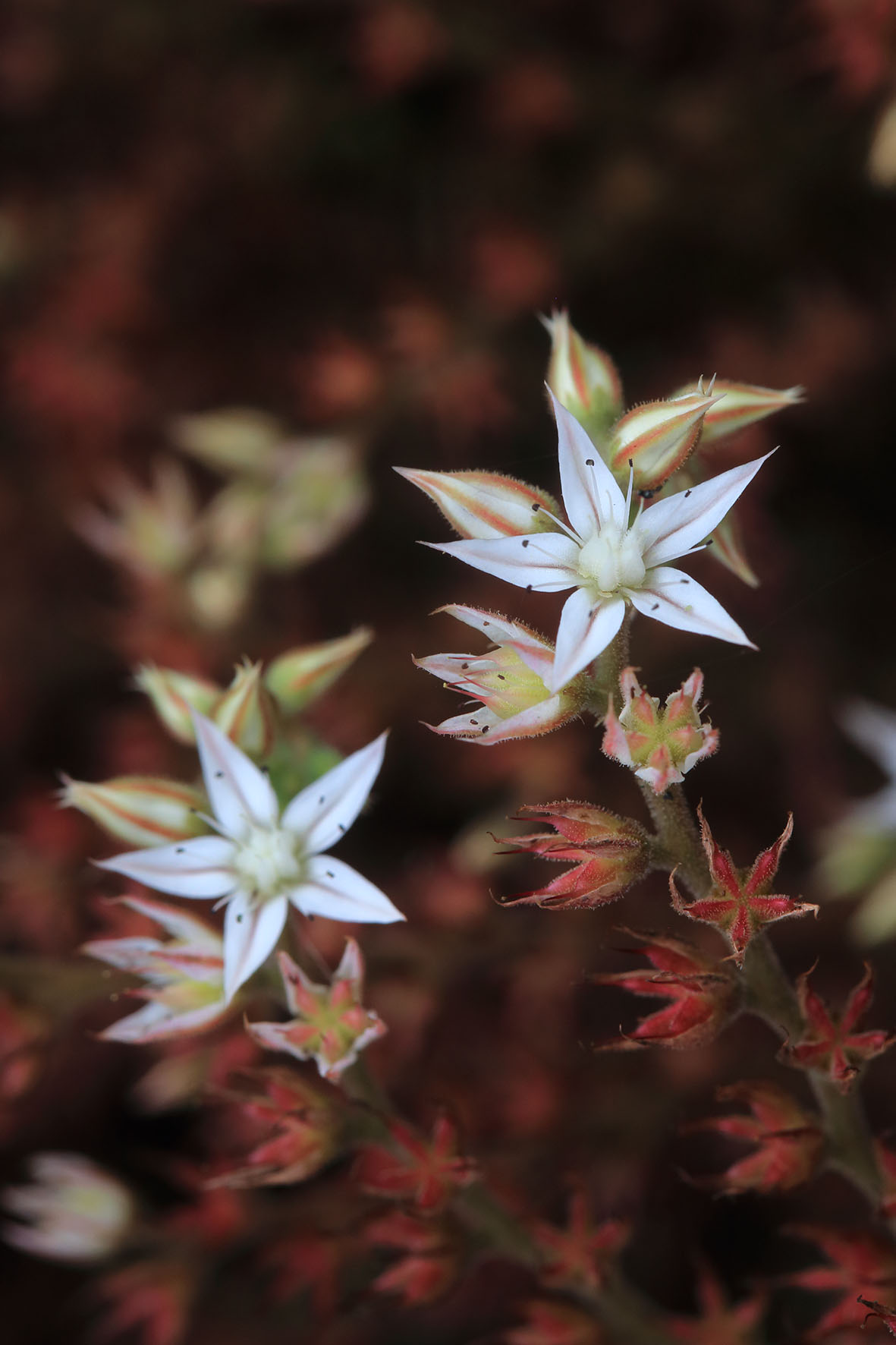
Bloem
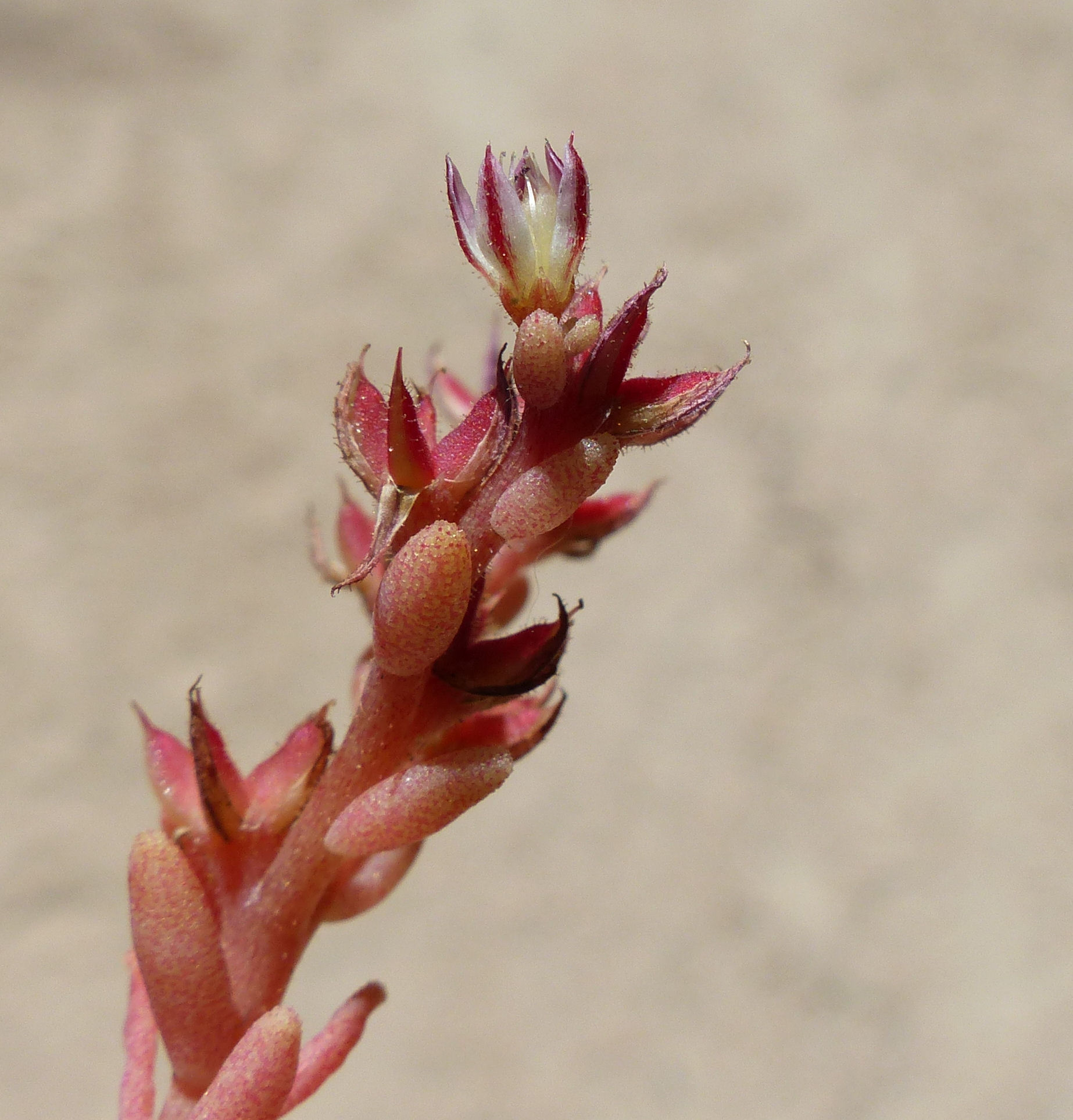
Kelk

Rood vetkruid komt voor op droge, kalkarme grond, zoals rotsen, muren en stenige grond.